# Michał Orlicz
Michał Orlicz, właśc. Jerzy Michał Löwenstark, Lövenstarck, ps. „Jan Budzikowski” (ur. 15 listopada 1893 w Dąbrowie Tarnowskiej, zm. 8 listopada 1970 w Łodzi) – dyrektor oraz kierownik literacki i artystyczny teatru, reżyser.

## Życiorys
W 1911 ukończył naukę gimnazjum w Tarnowie. W latach 1911–1914 studiował prawo na Uniwersytecie Jagiellońskim, a następnie filozofię w Wiedniu i Bonn. W międzyczasie podróżował po Europie i publikował artykuły o tematyce teatralnej. Podczas I wojny światowej jako oficer armii austriackiej walczył na froncie rosyjskim i włoskim, następnie służył w wojsku polskimi brał udział w walkach o Lwów (1918) oraz w powstaniach śląskich.
W 1917 był współzałożycielem i prowadzącym z ramienia Towarzystwa Szkoły Ludowej, Teatru Polskiego w Bielsku. Po wojnie Orlicz zamieszkał w Wilnie, gdzie był recenzentem teatralnym pisma „Nasz Kraj” i członkiem miejskiej komisji teatralnej. Podczas wojny polsko-bolszewickiej (1919–1920) był oficerem w Mińsku Litewskim, tam kontynuował działalność publicystyczną w „Gońcu Mińskim” oraz założył czasopismo frontowe „Ojczyzna” oraz występował w Teatrze Polskim w Mińsku pod dyrekcją Bronisława Skąpskiego oraz utworzył teatr żołnierski, w którym był reżyserem. W 1920 występował z teatrem w Warszawie w Teatrze Dramatycznym. Działał w Naczelnej Radzie Artystycznej ZASP-u w Warszawie, będąc Jako członek referatu organizacji artystycznej i sekretarz generalnym rady. W 1922 działał w pracach katowickiego komitetu mającego na celu założenie Towarzystwa Przyjaciół Teatru Polskiego na Górnym Śląsku.
W latach 1922–1923 był wykładowcą historii teatru na Kursach Wokalno-Dramatycznych Heleny Jadwigi Hryniewieckiej w Warszawie, a także redaktorem naczelnym „Sceny Polskiej”. W latach 1919–1924 współpracował z „Krakowskim Przeglądem Teatralnym” oraz „Maskami”, „Teatrem”, „Ponową”, „Miesięcznikiem Literatury i Sztuki”. W 1924 był redaktorem „Przeglądu Teatralnego i Muzycznego”. W okresie od 1925 do 1926 przebywał w Wiedniu, gdzie z ramienia Ministerstwa Spraw Zagranicznych był redaktorem wydawnictwa o Polsce pt. „La Pologne contemporaine”, drukowanego w języku francuskim, angielskim i niemieckim, a także wygłaszał odczyty o teatrze polskim. Jednocześnie był delegatem do spraw zagranicznych ZASP.
W 1926 powrócił do Wilna, zostając kierownikiem literackim Reduty (1926–29). Pod jego redakcją wydana została praca Dziesięciolecie Polski odrodzonej. W 1928 wygłaszał cykle wykładów radiowych w Warszawie i Katowicach, m.in. Nowoczesne prądy teatralne w Europie, Kult ideału w teatrze, Trud i czyn Bogusławskiego, Epopeja energii aktorskiej – Ludwik Solski. Od 1930 pracował jako kierownik literacki objazdowego zespołu „Studio Ireny Solskiej”, prezentującego przedstawienia w reżyserii Orlicza, m.in.: Dom kobiet, Czworo ludzi w czterech ścianach. W czasie II wojny światowej współorganizował w Wilnie przedstawienia amatorskie.
W 1945 przeniósł się do Łodzi, gdzie był recenzentem teatralnym „Dziennika Łódzkiego”. W latach 1946–1950 był kierownikiem literackim Teatru Komedii Muzycznej Lutnia. W latach 1951–1952 był kierownikiem literackim Ludowego Teatru Objazdowego, a następnie w okresie 1959–1960 dyrektorem i kierownikiem artystycznym Teatru 7.15. Jednocześnie był także wykładowcą i prodziekanem (1956–1961) Wydziału Aktorskiego łódzkiej Państwowej Wyższej Szkoły Filmowej, Telewizyjnej i Teatralnej im. Leona Schillera w Łodzi. Był także organizatorem poradni i świetlic dla amatorskich zespołów artystycznych oraz konsultantem wydziału kultury w Łodzi. W latach 1960–1963 pełnił funkcję wiceprezesa Zarządu Głównego Związku Teatrów Amatorskich, do końca życia będąc był prezesem oddziału łódzkiego. Pisał również artykuły do programów teatralnych i do „Teatru Ludowego” oraz tłumaczył sztuki z języka rosyjskiego i francuskiego.

### Życie prywatne
Był synem Henryka, kierownika szkoły i Antoniny Löwenstarków. Miał żonę, Józefę.
Pochowany został w części rzymskokatolickiej Starego Cmentarza w Łodzi (kw. 11E, rz. 1, grób 18).

## Publikacje
- „Polski Teatr Współczesny” Warszawa 1935; wyd. Drukarnia Współczesna (1932)

## Odznaczenia
- Złoty Krzyż Zasługi (1928) za krzewienie kultury polskiej za granicą[1].